# Aeropuerto de Taganrog Sur
El Aeropuerto de Taganrog Sur (del ruso: Аэропорт Таганрог-Южный) (IATA: , ICAO: URRT), es un aeropuerto internacional de carga ubicado 6 km al sudoeste de Taganrog, en el óblast de Rostov, Rusia. 
El propietario y operador del aeropuerto es la empresa «Complejo Científico-Técnico de Aviación de Taganrog G.M.Beriev» (del ruso: 'Таганрогский авиационный научно-технический комплекс имени Г. М. Бериева'). Esta empresa se dedica a la fabricación de aviones, en especial aviones anfibios y experimentales. En este aeropuerto tiene su centro de fabricación y su base de pruebas.
Se han realizado vuelos regulares de pasajeros en varias ocasiones a lo largo de los años, pero hasta la fecha no han fructificado más allá de un par de temporadas.

## Pista
Cuenta con una pista de hormigón en dirección 10/28 de 2.807 × 56 m (9.209 × 184 pies). El pavimento es del tipo 35/R/A/X/U lo que permite la operación de aeronaves con un peso máximo al despegue de 500 toneladas.